# Ski alpin aux Jeux olympiques de 2018 - Super-G femmes
Navigation
Sotchi 2014 Pékin 2022
Le super G féminin des Jeux olympiques d'hiver de 2018 a eu lieu le 17 février 2018 au Centre alpin de Jeongseon à Gangwon, en Corée du Sud.

## Médaillées
| Or                  | Argent           | Bronze               |
| Ester Ledecká (CZE) | Anna Veith (AUT) | Tina Weirather (LIE) |

## Résultats

### Tableau des résultats
DNS — N'a pas commencé
DNF — N'a pas terminé
| Rang                                | Dossard | Athlète                 | Nationalité        | Résultat      | Différence |
| ----------------------------------- | ------- | ----------------------- | ------------------ | ------------- | ---------- |
| Médaille d'or, Jeux olympiques      | 26      | Ester Ledecká           | République tchèque | 1 min 21 s 11 | —          |
| Médaille d'argent, Jeux olympiques  | 15      | Anna Veith              | Autriche           | 1 min 21 s 12 | + 0 s 01   |
| Médaille de bronze, Jeux olympiques | 7       | Tina Weirather          | Liechtenstein      | 1 min 21 s 22 | + 0 s 11   |
| 4                                   | 5       | Lara Gut                | Suisse             | 1 min 21 s 23 | + 0 s 12   |
| 5                                   | 3       | Johanna Schnarf         | Italie             | 1 min 21 s 27 | + 0 s 16   |
| 6                                   | 11      | Federica Brignone       | Italie             | 1 min 21 s 49 | + 0 s 38   |
| 6                                   | 1       | Lindsey Vonn            | États-Unis         | 1 min 21 s 49 | + 0 s 38   |
| 8                                   | 19      | Cornelia Hütter         | Autriche           | 1 min 21 s 54 | + 0 s 43   |
| 9                                   | 16      | Michelle Gisin          | Suisse             | 1 min 21 s 57 | + 0 s 46   |
| 10                                  | 14      | Viktoria Rebensburg     | Allemagne          | 1 min 21 s 62 | + 0 s 51   |
| 11                                  | 13      | Sofia Goggia            | Italie             | 1 min 21 s 65 | + 0 s 54   |
| 12                                  | 4       | Nadia Fanchini          | Italie             | 1 min 21 s 88 | + 0 s 77   |
| 13                                  | 17      | Ragnhild Mowinckel      | Norvège            | 1 min 22 s 00 | + 0 s 89   |
| 14                                  | 28      | Breezy Johnson          | États-Unis         | 1 min 22 s 14 | + 1 s 03   |
| 15                                  | 12      | Laurenne Ross           | États-Unis         | 1 min 22 s 17 | + 1 s 06   |
| 16                                  | 27      | Alice McKennis          | États-Unis         | 1 min 22 s 20 | + 1 s 09   |
| 17                                  | 6       | Corinne Suter           | Suisse             | 1 min 22 s 24 | + 1 s 13   |
| 18                                  | 9       | Nicole Schmidhofer      | Autriche           | 1 min 22 s 30 | + 1 s 19   |
| 19                                  | 20      | Romane Miradoli         | France             | 1 min 22 s 36 | + 1 s 25   |
| 20                                  | 22      | Jennifer Piot           | France             | 1 min 22 s 38 | + 1 s 27   |
| 21                                  | 18      | Tamara Tippler          | Autriche           | 1 min 22 s 50 | + 1 s 39   |
| 22                                  | 10      | Tiffany Gauthier        | France             | 1 min 22 s 56 | + 1 s 45   |
| 23                                  | 23      | Valérie Grenier         | Canada             | 1 min 22 s 77 | + 1 s 66   |
| 24                                  | 25      | Lisa Hörnblad           | Suède              | 1 min 22 s 79 | + 1 s 68   |
| 25                                  | 30      | Maruša Ferk             | Slovénie           | 1 min 23 s 18 | + 2 s 07   |
| 26                                  | 33      | Maryna Gąsienica-Daniel | Pologne            | 1 min 23 s 21 | + 2 s 10   |
| 27                                  | 8       | Jasmine Flury           | Suisse             | 1 min 23 s 30 | + 2 s 19   |
| 28                                  | 2       | Tessa Worley            | France             | 1 min 23 s 54 | + 2 s 43   |
| 29                                  | 24      | Candace Crawford        | Canada             | 1 min 23 s 69 | + 2 s 58   |
| 30                                  | 32      | Alexandra Coletti       | Monaco             | 1 min 24 s 01 | + 2 s 90   |
| 31                                  | 35      | Greta Small             | Australie          | 1 min 24 s 09 | + 2 s 98   |
| 32                                  | 31      | Petra Vlhová            | Slovaquie          | 1 min 24 s 26 | + 3 s 15   |
| 33                                  | 36      | Kateřina Pauláthová     | République tchèque | 1 min 24 s 48 | + 3 s 37   |
| 34                                  | 38      | Tina Robnik             | Slovénie           | 1 min 24 s 49 | + 3 s 38   |
| 35                                  | 34      | Barbara Kantorová       | Slovaquie          | 1 min 25 s 30 | + 4 s 19   |
| 36                                  | 43      | Ania Monica Caill       | Roumanie           | 1 min 25 s 74 | + 4 s 63   |
| 37                                  | 29      | Roni Remme              | Canada             | 1 min 25 s 90 | + 4 s 79   |
| 38                                  | 41      | Sabrina Simader         | Kenya              | 1 min 26 s 25 | + 5 s 14   |
| 39                                  | 37      | Noelle Barahona         | Chili              | 1 min 27 s 16 | + 6 s 05   |
| 40                                  | 40      | Kim Vanreusel           | Belgique           | 1 min 27 s 60 | + 6 s 49   |
| 41                                  | 39      | Sarah Schleper          | Mexique            | 1 min 27 s 93 | + 6 s 82   |
| 42                                  | 42      | Elvedina Muzaferija     | Bosnie-Herzégovine | 1 min 27 s 97 | + 6 s 86   |
| 43                                  | 45      | Olha Knysh              | Ukraine            | 1 min 30 s 60 | + 9 s 49   |
| —                                   | 21      | Kira Weidle             | Allemagne          | DNF           |            |
| —                                   | 44      | Maria Shkanova          | Biélorussie        | DNS           |            |